# Eupolia trilineata
Eupolia trilineata är en djurart som tillhör fylumet slemmaskar, och. Eupolia trilineata ingår i släktet Eupolia, fylumet slemmaskar och riket djur. Inga underarter finns listade i Catalogue of Life.